# M/S Jungfruhamn

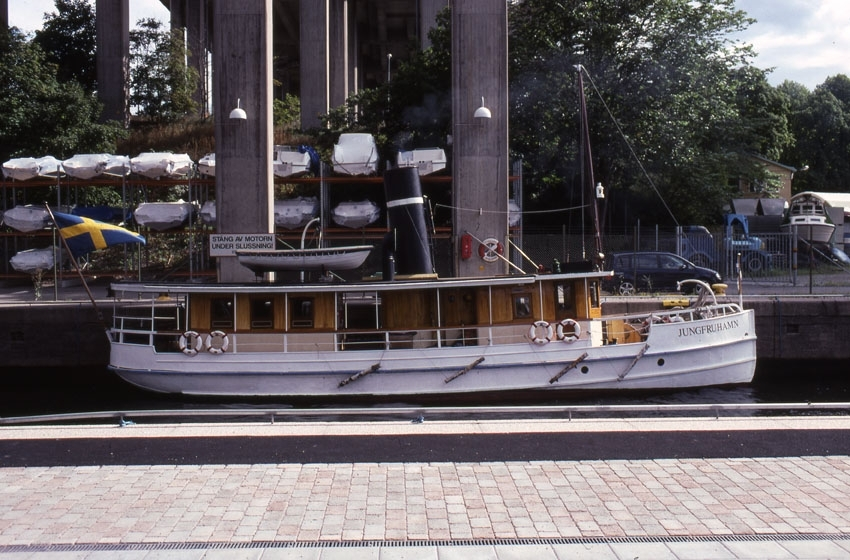
Fartyget Jungfruhamn i Hammarbyslussen 2005, foto Bill Östrings samling, Sjöhistoriska museet

M/S Jungfruhamn är ett danskt fartyg som används som ett flytande kafé och barlokal i Köpenhamns hamn sedan 2016.

## Historik
Byggdes till Malmö Bogsering AB med förstärkning för isbrytning 1882, fick namnet Axel och gick i reguljärtrafik Malmö - Skanör sina första år. Från 1891 till 1900 hyrde dåvarande Sankt Ibbs landskommun in fartyget för trafik Landskrona - Ven tre dagar i veckan, två gånger per dag, med extra turer på sommaren från Helsingborg. Lades upp när ersättaren Bore levererades. Såldes 1916 och flyttades till Husum, 1918 till Luleå och tillbaka Husum igen 1920. 
Bytte ägare under 1940-talet några gånger, fick först namnet Simson I och sedan Start, nu placerad i Stockholm. Såldes 1950 till Västra Sund och användes för bogseringar i Glafsfjorden fram tills när fartyget lades upp i slutet 1960-talet. Ny ägare 1981 för dyk- och bogseringsanvändning i Arvika och blev senare fritidsfartyg.

Såldes 2001 till Ekerö och renoverades samt fick namnet Jungfruhamn 2002. 
Ägarbyte 2016 då fartyget såldes till Danmark.
Gick för egen maskin till Köpenhamn i mitten av juli 2016 och ligger nu som husbåt och kafé på Skibbroen 2 i sydhamnen, nära Fisketorvet och  Havneholmen vid Vesterbro.